# Bulgaria ai Giochi della XXX Olimpiade
La Bulgaria ha partecipato ai Giochi della XXX Olimpiade di Londra che si sono svolti dal 27 luglio al 12 agosto 2012. È stata la 19ª partecipazione degli atleti bulgari ai giochi olimpici estivi.
Gli atleti della delegazione bulgara sono stati 63 (37 uomini e 26 donne), in 16 discipline, la meno numerosa (assieme alle edizioni del 1952 e del 1964) dopo la seconda guerra mondiale. Alla cerimonia di apertura il portabandiera è stato il ginnasta Jordan Jovčev, mentre la portabandiera della cerimonia di chiusura è stata la lottatrice Stanka Zlateva.
La Bulgaria ha ottenuto un totale di 3 medaglie (2 argenti e 1 bronzo).

## Medaglie
| Riepilogo quotidiano | Riepilogo quotidiano | Riepilogo quotidiano | Riepilogo quotidiano | Riepilogo quotidiano | Riepilogo quotidiano | Riepilogo quotidiano |
| -------------------- | -------------------- | -------------------- | -------------------- | -------------------- | -------------------- | -------------------- |
| Giorno               | Data                 |                      |                      |                      | Totale               |                      |
| 1º                   | 27                   | —                    | —                    | —                    | —                    |                      |
| 2º                   | 28                   | 0                    | 0                    | 0                    | 0                    |                      |
| 3º                   | 29                   | 0                    | 0                    | 0                    | 0                    |                      |
| 4º                   | 30                   | 0                    | 0                    | 0                    | 0                    |                      |
| 5º                   | 31                   | 0                    | 0                    | 0                    | 0                    |                      |
| 6º                   | 1                    | 0                    | 0                    | 0                    | 0                    |                      |
| 7º                   | 2                    | 0                    | 0                    | 0                    | 0                    |                      |
| 8º                   | 3                    | 0                    | 0                    | 0                    | 0                    |                      |
| 9º                   | 4                    | 0                    | 0                    | 0                    | 0                    |                      |
| 10º                  | 5                    | 0                    | 0                    | 0                    | 0                    |                      |
| 11º                  | 6                    | 0                    | 0                    | 0                    | 0                    |                      |
| 12º                  | 7                    | 0                    | 0                    | 0                    | 0                    |                      |
| 13º                  | 8                    | 0                    | 0                    | 0                    | 0                    |                      |
| 14º                  | 9                    | 0                    | 1                    | 0                    | 1                    |                      |
| 15º                  | 10                   | 0                    | 0                    | 1                    | 1                    |                      |
| 16º                  | 11                   | 0                    | 0                    | 0                    | 0                    |                      |
| 17º                  | 12                   | 0                    | 0                    | 0                    | 0                    |                      |
| Totale               | Totale               | 0                    | 1                    | 1                    | 2                    |                      |

### Medagliere per discipline
| Sport    | Oro | Argento | Bronzo | Totale |
| -------- | --- | ------- | ------ | ------ |
| Lotta    | 0   | 1       | 0      | 1      |
| Pugilato | 0   | 0       | 1      | 1      |
| Totale   | 0   | 1       | 1      | 2      |

### Medaglie d'argento
| Medaglia | Nome           | Sport | Evento                       |
| -------- | -------------- | ----- | ---------------------------- |
| Argento  | Stanka Zlateva | Lotta | Lotta libera 72 kg femminile |

### Medaglie di bronzo
| Medaglia | Nome         | Sport    | Evento       |
| -------- | ------------ | -------- | ------------ |
| Bronzo   | Tervel Pulev | Pugilato | Pesi massimi |

## Atletica leggera
| Q | Qualificato al turno successivo per la posizione in qualificazione                                                           |
| q | Qualificato per il turno successivo per ripescaggio o, negli eventi su campo, conquistando la misura minima per qualificarsi |

### Maschile
Eventi su campo
| Atleta        | Evento         | Qualificazioni | Qualificazioni | Finale          | Finale          |
| Atleta        | Evento         | Misura         | Posizione      | Misura          | Posizione       |
| ------------- | -------------- | -------------- | -------------- | --------------- | --------------- |
| Georgi Ivanov | Getto del peso | 19,63 m        | 22°            | non qualificato | non qualificato |
| Viktor Ninov  | Salto in alto  | 2,16 m         | 28°            | non qualificato | non qualificato |

### Femminile
Eventi di corsa su pista e strada
| Atleta           | Evento         | Batteria  | Batteria  | Quarti di finale | Quarti di finale | Semifinale      | Semifinale      | Finale          | Finale          |
| Atleta           | Evento         | Risultato | Posizione | Risultato        | Posizione        | Risultato       | Posizione       | Risultato       | Posizione       |
| ---------------- | -------------- | --------- | --------- | ---------------- | ---------------- | --------------- | --------------- | --------------- | --------------- |
| Silvia Danekova  | 3000 m siepi   | 9'59"52   | 11ª       | N.D.             | N.D.             | N.D.            | N.D.            | non qualificata | non qualificata |
| Ivet Lalova      | 100 m          | Bye       | Bye       | 11"06            | 2ª Q             | 11"31           | 6ª              | non qualificata | non qualificata |
| Ivet Lalova      | 200 m          | 23"01     | 5ª q      | N.D.             | N.D.             | 22"98           | 6ª              | non qualificata | non qualificata |
| Vania Stambolova | 400 m ostacoli | DNF       | DNF       | N.D.             | N.D.             | non qualificata | non qualificata | non qualificata | non qualificata |

Eventi su campo
| Atleta                  | Evento         | Qualificazioni | Qualificazioni | Finale          | Finale          |
| Atleta                  | Evento         | Misura         | Posizione      | Misura          | Posizione       |
| ----------------------- | -------------- | -------------- | -------------- | --------------- | --------------- |
| Andriana Banova         | Salto triplo   | 13,33 m        | 32ª            | non qualificata | non qualificata |
| Radoslava Mavrodieva    | Getto del peso | NM             | -              | non qualificata | non qualificata |
| Venelina Veneva-Mateeva | Salto in alto  | 1,85 m         | 20ª            | non qualificata | non qualificata |

## Badminton
Femminile
| Atleta           | Evento            | Girone                          | Girone                            | Girone    | Ottavi               | Quarti               | Semifinale           | Finale               | Finale          |
| Atleta           | Evento            | Avversario Punteggio            | Avversario Punteggio              | Posizione | Avversario Punteggio | Avversario Punteggio | Avversario Punteggio | Avversario Punteggio | Posizione       |
| ---------------- | ----------------- | ------------------------------- | --------------------------------- | --------- | -------------------- | -------------------- | -------------------- | -------------------- | --------------- |
| Petya Nedelcheva | Singolo femminile | A. Zaitsava (BLR) V 21-7, 21-19 | A. Firdasari (INA) P 10-21, 15-21 | 2ª        | non qualificata      | non qualificata      | non qualificata      | non qualificata      | non qualificata |

## Canoa/Kayak

### Velocità
| FA | Qualificato in finale A (per le medaglie)                       |
| FB | Qualificato in finale B (non per le medaglie)                   |
| Q  | Qualificato al turno successivo per posizione in qualificazione |
| q  | Qualificato al turno successivo per ripescaggio                 |

Maschile
| Atleta           | Evento     | Batteria | Batteria   | Semifinale | Semifinale | Finale   | Finale     |
| Atleta           | Evento     | Tempo    | Classifica | Tempo      | Classifica | Tempo    | Classifica |
| ---------------- | ---------- | -------- | ---------- | ---------- | ---------- | -------- | ---------- |
| Miroslav Kirchev | K-1 1000 m | 3'30"768 | 3º Q       | 3'30"818   | 5º FB      | 3'33"051 | 11º        |

## Ciclismo

### Ciclismo su strada
Maschile
| Atleta        | Evento         | Tempo     | Classifica |
| ------------- | -------------- | --------- | ---------- |
| Spas Gyurov   | Corsa in linea | DNF       | DNF        |
| Danail Petrov | Corsa in linea | 5h 46'37" | 61º        |

## Ginnastica

### Ginnastica artistica
Maschile
| Atleta        | Evento | Qualificazione | Qualificazione | Qualificazione | Qualificazione | Qualificazione | Qualificazione | Qualificazione | Qualificazione | Finale   | Finale   | Finale   | Finale   | Finale   | Finale   | Finale | Finale    |
| Atleta        | Evento | Attrezzo       | Attrezzo       | Attrezzo       | Attrezzo       | Attrezzo       | Attrezzo       | Totale         | Posizione      | Attrezzo | Attrezzo | Attrezzo | Attrezzo | Attrezzo | Attrezzo | Totale | Posizione |
| Atleta        | Evento | CL             | C              | A              | V              | P              | S              | Totale         | Posizione      | CL       | C        | A        | V        | P        | S        | Totale | Posizione |
| ------------- | ------ | -------------- | -------------- | -------------- | -------------- | -------------- | -------------- | -------------- | -------------- | -------- | -------- | -------- | -------- | -------- | -------- | ------ | --------- |
| Jordan Jovčev | Anelli | N.D.           | N.D.           | 15.308         | N.D.           | N.D.           | N.D.           | 15.308         | 8º Q           | N.D.     | N.D.     | 15.108   | N.D.     | N.D.     | N.D.     | 15.108 | 7º        |

Femminile
| Atleta         | Evento               | Qualificazione | Qualificazione | Qualificazione | Qualificazione | Qualificazione | Qualificazione | Finale          | Finale          | Finale          | Finale          | Finale          | Finale          |
| Atleta         | Evento               | Attrezzo       | Attrezzo       | Attrezzo       | Attrezzo       | Totale         | Posizione      | Attrezzo        | Attrezzo        | Attrezzo        | Attrezzo        | Totale          | Posizione       |
| Atleta         | Evento               | V              | P              | S              | CL             | Totale         | Posizione      | V               | P               | S               | CL              | Totale          | Posizione       |
| -------------- | -------------------- | -------------- | -------------- | -------------- | -------------- | -------------- | -------------- | --------------- | --------------- | --------------- | --------------- | --------------- | --------------- |
| Ralitsa Mileva | Concorso individuale | 12.200         | 13.200         | 10.966         | 12.066         | 48.432         | 56ª            | non qualificata | non qualificata | non qualificata | non qualificata | non qualificata | non qualificata |

### Ginnastica ritmica
Femminile
| Atleta        | Evento               | Qualificazione | Qualificazione | Qualificazione | Qualificazione | Qualificazione | Qualificazione | Finale   | Finale   | Finale   | Finale   | Finale  | Finale     |
| Atleta        | Evento               | Attrezzo       | Attrezzo       | Attrezzo       | Attrezzo       | Totale         | Classifica     | Attrezzo | Attrezzo | Attrezzo | Attrezzo | Totale  | Classifica |
| Atleta        | Evento               | Cerchio        | Palla          | Clavi          | Nastro         | Totale         | Classifica     | Cerchio  | Palla    | Clavi    | Nastro   | Totale  | Classifica |
| ------------- | -------------------- | -------------- | -------------- | -------------- | -------------- | -------------- | -------------- | -------- | -------- | -------- | -------- | ------- | ---------- |
| Silvia Miteva | Concorso individuale | 27.700         | 27.800         | 27.325         | 28.100         | 110.925        | 4ª Q           | 27.450   | 27.100   | 26.750   | 27.650   | 108.950 | 8ª         |

| Atleta                                                                                                 | Evento             | Qualificazione | Qualificazione      | Qualificazione | Qualificazione | Finale   | Finale              | Finale | Finale     |
| Atleta                                                                                                 | Evento             | Attrezzo       | Attrezzo            | Totale         | Classifica     | Attrezzo | Attrezzo            | Totale | Classifica |
| Atleta                                                                                                 | Evento             | 5 palle        | 3 nastri e 2 cerchi | Totale         | Classifica     | 5 palle  | 3 nastri e 2 cerchi | Totale | Classifica |
| --- | ------------------ | -------------- | ------------------- | -------------- | -------------- | -------- | ------------------- | ------ | ---------- |
| Reneta Kamberova Mihaela Maevska Tsvetelina Naydenova Elena Todorova Hristiana Todorova Katrin Velkova | Concorso a squadre | 27.250         | 27.375              | 54.625         | 4ª Q           | 27.950   | 26.425              | 54.375 | 6ª         |

## Judo
Maschile
| Atleta        | Evento | 16-esimi                 | Ottavi               | Quarti               | Semifinali           | Ripescaggio          | Med. bronzo          | Finale               | Posizione       |
| Atleta        | Evento | Avversario Risultato     | Avversario Risultato | Avversario Risultato | Avversario Risultato | Avversario Risultato | Avversario Risultato | Avversario Risultato | Posizione       |
| ------------- | ------ | ------------------------ | -------------------- | -------------------- | -------------------- | -------------------- | -------------------- | -------------------- | --------------- |
| Martin Ivanov | -66 kg | S. Lim (KAZ) P 0001–0101 | non qualificato      | non qualificato      | non qualificato      | non qualificato      | non qualificato      | non qualificato      | non qualificato |

## Lotta
| VT | Vittoria per atterramento                           |
| PP | Vittoria a punti (lo sconfitto con punti tecnici)   |
| PO | Vittoria a punti (lo sconfitto senza punti tecnici) |

### Libera
Maschile
| Atleta           | Evento | Qualificazione                         | Ottavi                                            | Quarti               | Semifinali           | Ripescaggio Turno 2                | Ripescaggio Turno 2                 | Finale                              | Pos. |
| Atleta           | Evento | Avversario Risultato                   | Avversario Risultato                              | Avversario Risultato | Avversario Risultato | Avversario Risultato               | Avversario Risultato                | Avversario Risultato                | Pos. |
| ---------------- | ------ | -------------------------------------- | ------------------------------------------------- | -------------------- | -------------------- | ---------------------------------- | ----------------------------------- | ----------------------------------- | ---- |
| Radoslav Velikov | -55 kg | N. Noev (TJK) V 3–0 PO (1-0, 1-0)      | V. Khinchegashvili (GEO) P 1-3 PP (3-0, 1-1, 0-4) | non qualificato      | non qualificato      | I. Farag (EGY) V 3–0 PO (3-0, 3-0) | A. Kumar (IND) V 3–0 PO (1-0, 1-0)  | S. Yumoto (JPN) P 1-3 PP (1-1, 1-1) | 5º   |
| Anatolie Guidea  | -60 kg | Y. Dutt (IND) P 1-3 PP (1-0, 0-2, 2-5) | non qualificato                                   | non qualificato      | non qualificato      | non qualificato                    | non qualificato                     | non qualificato                     | 13º  |
| Leonid Bazan     | -66 kg | Bye                                    | J. Hasanov (AZE) P 1-3 PP (0-3, 1-3)              | non qualificato      | non qualificato      | non qualificato                    | non qualificato                     | non qualificato                     | 14º  |
| Kiril Terziev    | -74 kg | Bye                                    | S. Goudarzi (IRI) P 1-3 PP (0-5, 1-3)             | non qualificato      | non qualificato      | Bye                                | S. Tigiev (UZB) P 0-3 PO (0-1, 0-5) | non qualificato                     | 15º  |

Femminile
| Atleta         | Evento | Qualificazione                         | Ottavi                                | Quarti                           | Semifinali                        | Ripescaggio Turno 2  | Ripescaggio Turno 2  | Finale                                  | Pos. |
| Atleta         | Evento | Avversario Risultato                   | Avversario Risultato                  | Avversario Risultato             | Avversario Risultato              | Avversario Risultato | Avversario Risultato | Avversario Risultato                    | Pos. |
| -------------- | ------ | -------------------------------------- | ------------------------------------- | -------------------------------- | --------------------------------- | -------------------- | -------------------- | --------------------------------------- | ---- |
| Stanka Zlateva | -72 kg | V. Marzaliuk (BLR) V 3-0 PO (1-0, 1-0) | J. Fransson (SWE) V 3-0 PO (1-0, 1-0) | A. Ali (CMR) V 3-1 PP (3-3, 2-0) | M. Unda (ESP) V 3-0 PO (2-0, 2-0) | Bye                  | Bye                  | N. Vorob'ëva (RUS) P 0-5 VT (1-0, 0-3F) |      |

### Greco-Romana
Maschile
| Atleta                | Evento | Qualificazione                               | Ottavi                                    | Quarti                                   | Semifinali           | Ripescaggio Turno 2                     | Ripescaggio Turno 2                     | Finale               | Pos. |
| Atleta                | Evento | Avversario Risultato                         | Avversario Risultato                      | Avversario Risultato                     | Avversario Risultato | Avversario Risultato                    | Avversario Risultato                    | Avversario Risultato | Pos. |
| --------------------- | ------ | -------------------------------------------- | ----------------------------------------- | ---------------------------------------- | -------------------- | --------------------------------------- | --------------------------------------- | -------------------- | ---- |
| Aleksandar Kostadinov | -55 kg | Bye                                          | Li S. (CHN) P 1-3 PP (2-0, 0-2, 0-2)      | non qualificato                          | non qualificato      | non qualificato                         | non qualificato                         | non qualificato      | 12º  |
| Ivo Angelov           | -60 kg | E. Coleman (USA) V 3-1 PP (1-0, 7-1)         | O. Norouzi (IRI) P 0-3 PO (0-1, 0-3)      | non qualificato                          | non qualificato      | Sheng J. (CHN) V 3-1 PP (0-2, 1-0, 4-0) | A. Kebispayev (KAZ) P 0-3 PO (0-1, 0-2) | non qualificato      | 7º   |
| Hristo Marinov        | -84 kg | Bye                                          | D. Gadzhiyev (KAZ) P 0-3 PO (0-1, 0-3)    | non qualificato                          | non qualificato      | non qualificato                         | non qualificato                         | non qualificato      | 18º  |
| Elis Guri             | -96 kg | A. Alexuc-Ciurariu (ROU) V 3-0 PO (1-0, 1-0) | S. Jabidze (GEO) V 3-1 PP (2-0, 0-1, 1-0) | C. Dzejničėnka (BLR) P 0-3 PO (0-1, 0-3) | non qualificato      | non qualificato                         | non qualificato                         | non qualificato      | 7º   |

## Nuoto e sport acquatici

### Nuoto
Maschile
| Atleta              | Evento              | Batteria | Batteria   | Finale          | Finale          |
| Atleta              | Evento              | Tempo    | Classifica | Tempo           | Classifica      |
| ------------------- | ------------------- | -------- | ---------- | --------------- | --------------- |
| Ventsislav Aydarski | 1500 m stile libero | 15'34"86 | 28º        | non qualificato | non qualificato |
| Petăr Stojčev       | Maratona 10 km      | N.D.     | N.D.       | 1h 50'46"2      | 9º              |

Femminile
| Atleta             | Evento             | Batteria | Batteria   | Semifinale      | Semifinale      | Finale          | Finale          |
| Atleta             | Evento             | Tempo    | Classifica | Tempo           | Classifica      | Tempo           | Classifica      |
| ------------------ | ------------------ | -------- | ---------- | --------------- | --------------- | --------------- | --------------- |
| Ekaterina Avramova | 100 m dorso        | 1'02"20  | 31ª        | non qualificata | non qualificata | non qualificata | non qualificata |
| Ekaterina Avramova | 200 m dorso        | 2'15"44  | 32ª        | non qualificata | non qualificata | non qualificata | non qualificata |
| Nina Rangelova     | 100 m stile libero | 55"52    | 24ª        | non qualificata | non qualificata | non qualificata | non qualificata |
| Nina Rangelova     | 200 m stile libero | 1'59"21  | 19ª        | non qualificata | non qualificata | non qualificata | non qualificata |
| Nina Rangelova     | 400 m stile libero | 4'11"71  | 23ª        | N.D.            | N.D.            | non qualificata | non qualificata |

## Beach volley/Pallavolo

### Pallavolo

#### Torneo maschile
Rosa
| N° | Naz.                | Ruolo | Sportivo          | Anno | Alt.   |  |
| -- | ------------------- | ----- | ----------------- | ---- | ------ |  |
| 1  | Bulgaria (bandiera) | P     | Georgi Bratoev    | 1987 | 2,02 m |  |
| 7  | Bulgaria (bandiera) | S     | Todor Skrimov     | 1990 | 1,91 m |  |
| 9  | Bulgaria (bandiera) | P     | Dobromir Dimitrov | 1991 | 1,96 m |  |
| 10 | Bulgaria (bandiera) | S     | Valentin Bratoev  | 1987 | 2,01 m |  |
| 11 | Bulgaria (bandiera) | O     | Vladimir Nikolov  | 1977 | 2,00 m |  |
| 12 | Bulgaria (bandiera) | C     | Viktor Josifov    | 1985 | 2,04 m |  |
| 13 | Bulgaria (bandiera) | L     | Teodor Salparov   | 1982 | 1,85 m |  |
| 14 | Bulgaria (bandiera) | C     | Teodor Todorov    | 1989 | 2,08 m |  |
| 15 | Bulgaria (bandiera) | S     | Todor Aleksiev    | 1983 | 2,00 m |  |
| 17 | Bulgaria (bandiera) | S     | Nikolaj Penčev    | 1992 | 1,96 m |  |
| 18 | Bulgaria (bandiera) | C     | Nikolaj Nikolov   | 1986 | 2,06 m |  |
| 19 | Bulgaria (bandiera) | S/O   | Cvetan Sokolov    | 1989 | 2,06 m |  |

- Allenatore:  Nayden Naydenov

Prima fase - Girone A
| 29/07/2012 | 9.30  | Regno Unito | 0 - 3 | Bulgaria | (18-25, 20-25, 24-26)        | Earls Court Exhibition Centre |
| 31/07/2012 | 11.40 | Polonia     | 1 - 3 | Bulgaria | (22-25, 27-29, 25-13, 20-25) | Earls Court Exhibition Centre |
| 02/08/2012 | 12.20 | Australia   | 0 - 3 | Bulgaria | (23-25, 21-29, 22-25)        | Earls Court Exhibition Centre |
| 04/08/2008 | 20.30 | Argentina   | 3 - 1 | Bulgaria | (25-18, 21-25, 25-19, 25-20) | Earls Court Exhibition Centre |
| 06/08/2012 | 14.45 | Italia      | 0 - 3 | Bulgaria | (30-32, 20-25, 19-25)        | Earls Court Exhibition Centre |

| Pos | Nazione     | Punti | Partite | Partite | Partite | Set   | Set   | Ratio | Punti | Punti  | Ratio |
| Pos | Nazione     | Punti | Giocate | Vinte   | Perse   | Vinti | Persi | Ratio | Fatti | Subiti | Ratio |
| --- | ----------- | ----- | ------- | ------- | ------- | ----- | ----- | ----- | ----- | ------ | ----- |
| 1   | Bulgaria    | 12    | 5       | 4       | 1       | 13    | 4     | 3.250 | 407   | 390    | 1.044 |
| 2   | Polonia     | 9     | 5       | 3       | 2       | 11    | 7     | 1.571 | 433   | 374    | 1.158 |
| 3   | Argentina   | 9     | 5       | 3       | 2       | 10    | 7     | 1.429 | 382   | 367    | 1.041 |
| 4   | Italia      | 8     | 5       | 3       | 2       | 10    | 9     | 1.111 | 426   | 413    | 1.031 |
| 5   | Australia   | 7     | 5       | 2       | 3       | 8     | 10    | 0.800 | 395   | 397    | 0.995 |
| 6   | Regno Unito | 0     | 5       | 0       | 5       | 0     | 15    | 0.000 | 274   | 376    | 0.729 |

Quarti di finale
| Arbitri: | Bela Hobor Denny Cespedes |

|                                            |       |                                      |
| C. Sokolov 22 T. Aleksiev 11 V. Nikolov 11 | Punti | 12 G. Grozer 8 M. Böhme 8 M. Günthör |

Semifinale
| Arbitri: | Ning Wang Denny Cespedes |

|                                            |       |                                                          |
| C. Sokolov 16 T. Aleksiev 15 T. Skrimov 11 | Punti | 25 M. Michajlov 13 T. Chtej 11 S. Tetjuchin 10 A. Volkov |

Finale 3º posto
| Arbitri: | Frans Loderus Rolando Cholakian |

|                                                          |       |                                               |
| V. Nikolov 12 T. Aleksiev 12 V. Josifov 11 C. Sokolov 11 | Punti | 23 C. Savani 18 M. Łasko 8 S. Parodi 8 A. Fei |

 Bulgaria - Posizione nella classifica finale: 4º posto

## Pugilato
Maschile
| Atleta                 | Evento                      | Sedicesimi                  | Ottavi di finale           | Quarti di finale               | Semifinali             | Finale               | Pos. |
| Atleta                 | Evento                      | Avversario Risultato        | Avversario Risultato       | Avversario Risultato           | Avversario Risultato   | Avversario Risultato | Pos. |
| ---------------------- | --------------------------- | --------------------------- | -------------------------- | ------------------------------ | ---------------------- | -------------------- | ---- |
| Aleksandăr Aleksandrov | Pesi mosca leggeri (-49 kg) | J.F. Maquina (MOZ) V (22-7) | Shin J.-H. (KOR) V (15-14) | K. Pongprayoon (THA) P (10-16) | non qualificato        | non qualificato      | 5º   |
| Detelin Dalakliev      | Pesi gallo (-56 kg)         | A. Sonjica (RSA) V (15-6)   | I. Balla (AUS) V (14-10)   | L. Campbell (GBR) P (15-16)    | non qualificato        | non qualificato      | 5º   |
| Tervel Pulev           | Pesi massimi (-91 kg)       | N.D.                        | Wang X. (CHN) V (10-7)     | Y. Peralta (ARG) V (13-10)     | O. Usyk (UKR) P (5-21) | non qualificato      |      |

Femminile
| Atleta         | Evento              | Sedicesimi           | Ottavi di finale             | Quarti di finale        | Semifinali           | Finale               | Pos. |
| Atleta         | Evento              | Avversario Risultato | Avversario Risultato         | Avversario Risultato    | Avversario Risultato | Avversario Risultato | Pos. |
| -------------- | ------------------- | -------------------- | ---------------------------- | ----------------------- | -------------------- | -------------------- | ---- |
| Stoyka Petrova | Pesi mosca (-51 kg) | N.D.                 | S. Fernandes (NZL) V (23-11) | N. Adams (GBR) P (7-16) | non qualificata      | non qualificata      | 5ª   |

## Scherma
Femminile
| Atleta             | Evento               | Sedicesimi                | Ottavi di finale     | Quarti di finale     | Semifinali           | Finale               | Pos. |
| Atleta             | Evento               | Avversario Risultato      | Avversario Risultato | Avversario Risultato | Avversario Risultato | Avversario Risultato | Pos. |
| ------------------ | -------------------- | ------------------------- | -------------------- | -------------------- | -------------------- | -------------------- | ---- |
| Margarita Čomakova | Sciabola individuale | O. Charlan (UKR) P (8-15) | non qualificata      | non qualificata      | non qualificata      | non qualificata      | 17ª  |

## Sollevamento pesi
Maschile
| Atleta      | Evento | Strappo   | Strappo    | Slancio   | Slancio    | Totale | Classifica |
| Atleta      | Evento | Risultato | Classifica | Risultato | Classifica | Totale | Classifica |
| ----------- | ------ | --------- | ---------- | --------- | ---------- | ------ | ---------- |
| Ivan Markov | -85 kg | 172 kg    | 4°         | 203 kg    | 7°         | 375 kg | 5°         |

Femminile
| Atleta       | Evento | Strappo   | Strappo    | Slancio   | Slancio    | Totale | Classifica |
| Atleta       | Evento | Risultato | Classifica | Risultato | Classifica | Totale | Classifica |
| ------------ | ------ | --------- | ---------- | --------- | ---------- | ------ | ---------- |
| Milka Maneva | -63 kg | 102 kg    | 2ª         | 131 kg    | 2ª         | 233 kg | 2ª         |

## Tennis
Maschile
| Atleta          | Evento  | 32-esimi                           | 16-esimi                        | Ottavi               | Quarti               | Semifinali           | Finale               | Pos.            |
| Atleta          | Evento  | Avversario Risultato               | Avversario Risultato            | Avversario Risultato | Avversario Risultato | Avversario Risultato | Avversario Risultato | Pos.            |
| --------------- | ------- | ---------------------------------- | ------------------------------- | -------------------- | -------------------- | -------------------- | -------------------- | --------------- |
| Grigor Dimitrov | Singolo | Ł. Kubot (POL) V 2-0 (6-3, 7-67-4) | G. Simon (FRA) P 0-2 (3-6, 3-6) | non qualificato      | non qualificato      | non qualificato      | non qualificato      | non qualificato |

Femminile
| Atleta            | Evento  | 32-esimi                               | 16-esimi                           | Ottavi               | Quarti               | Semifinali           | Finale               | Pos.            |
| Atleta            | Evento  | Avversario Risultato                   | Avversario Risultato               | Avversario Risultato | Avversario Risultato | Avversario Risultato | Avversario Risultato | Pos.            |
| ----------------- | ------- | -------------------------------------- | ---------------------------------- | -------------------- | -------------------- | -------------------- | -------------------- | --------------- |
| Cvetana Pironkova | Singolo | D. Cibulková (SVK) V 2-0 (7-67-4, 6-2) | F. Pennetta (ITA) P 0-2 (5-7, 1-6) | non qualificata      | non qualificata      | non qualificata      | non qualificata      | non qualificata |

## Tiro a segno/volo
Maschile
| Atleta      | Evento                       | Qualificazione | Qualificazione | Finale          | Finale          |
| Atleta      | Evento                       | Punteggio      | Classifica     | Punteggio       | Classifica      |
| ----------- | ---------------------------- | -------------- | -------------- | --------------- | --------------- |
| Anton Rizov | Carabina 50 m 3 posizioni    | 1162           | 24º            | non qualificato | non qualificato |
| Anton Rizov | Carabina 50 m a terra        | 588            | 42º            | non qualificato | non qualificato |
| Anton Rizov | Carabina 10 m aria compressa | 593            | 22º            | non qualificato | non qualificato |

Femminile
| Atleta           | Evento                       | Qualificazione | Qualificazione | Finale          | Finale          |
| Atleta           | Evento                       | Punteggio      | Classifica     | Punteggio       | Classifica      |
| ---------------- | ---------------------------- | -------------- | -------------- | --------------- | --------------- |
| Antoaneta Boneva | Pistola 25 m                 | 582            | 10ª            | non qualificata | non qualificata |
| Antoaneta Boneva | Pistola 10 m aria compressa  | 384            | 9ª             | non qualificata | non qualificata |
| Maria Grozdeva   | Pistola 25 m                 | 583            | 9ª             | non qualificata | non qualificata |
| Maria Grozdeva   | Pistola 10 m aria compressa  | 378            | 24ª            | non qualificata | non qualificata |
| Petya Lukanova   | Carabina 50 m 3 posizioni    | 577            | 30ª            | non qualificata | non qualificata |
| Petya Lukanova   | Carabina 10 m aria compressa | 392            | 40ª            | non qualificata | non qualificata |

## Tiro con l'arco
Maschile
| Atleta        | Evento      | Round di qualificazione | Round di qualificazione | 32-esimi                      | 16-esimi             | Ottavi               | Quarti               | Semifinali           | Finale               | Pos.            |
| Atleta        | Evento      | Punteggio               | Seed                    | Avversario Risultato          | Avversario Risultato | Avversario Risultato | Avversario Risultato | Avversario Risultato | Avversario Risultato | Pos.            |
| ------------- | ----------- | ----------------------- | ----------------------- | ----------------------------- | -------------------- | -------------------- | -------------------- | -------------------- | -------------------- | --------------- |
| Yavor Hristov | Individuale | 663                     | 35º                     | L. Álvarez (MEX) (30) P (0-6) | non qualificato      | non qualificato      | non qualificato      | non qualificato      | non qualificato      | non qualificato |

## Vela
Maschile
| Atleta     | Evento | Regata | Regata | Regata | Regata | Regata | Regata | Regata | Regata | Regata | Regata | Regata | Punteggio Totale | Punteggio Netto | Classifica |
| Atleta     | Evento | 1      | 2      | 3      | 4      | 5      | 6      | 7      | 8      | 9      | 10     | M      | Punteggio Totale | Punteggio Netto | Classifica |
| ---------- | ------ | ------ | ------ | ------ | ------ | ------ | ------ | ------ | ------ | ------ | ------ | ------ | ---------------- | --------------- | ---------- |
| Yoan Kolev | RS:X   | 29     | 31     | 39     | 16     | 20     | 35     | 26     | 19     | 19     | 8      | EL     | 242              | 207             | 26º        |

Femminile
| Atleta                       | Evento | Regata | Regata | Regata | Regata | Regata | Regata | Regata | Regata | Regata | Regata | Regata | Punteggio Totale | Punteggio Netto | Classifica |
| Atleta                       | Evento | 1      | 2      | 3      | 4      | 5      | 6      | 7      | 8      | 9      | 10     | M      | Punteggio Totale | Punteggio Netto | Classifica |
| ---------------------------- | ------ | ------ | ------ | ------ | ------ | ------ | ------ | ------ | ------ | ------ | ------ | ------ | ---------------- | --------------- | ---------- |
| Irina Konstantinova-Bontemps | RS:X   | 23     | 22     | 15     | 20     | 23     | 20     | 20     | 16     | 24     | 21     | EL     | 204              | 180             | 22ª        |